# مورای واتسون
مورای واتسون (انگلیسی: Moray Watson; ۲۵ ژوئن ۱۹۲۸ – ۲ مهٔ ۲۰۱۷) هنرپیشه اهل انگلستان بود. وی بین سال‌های ۱۹۵۳ تا ۲۰۱۴ میلادی فعالیت می‌کرد.